# Rue des Dominicains (Liège)
Pour les articles homonymes, voir Rue des Dominicains.
La rue des Dominicains est une rue semi-piétonne du centre de Liège.

## Situation et accès
Elle relie le Vinâve d'Île à la place Xavier Neujean.
Voies adjacentes
Du Vinâve d'Île à la place Xavier Neujean :
- Rue du Pot d'Or
- Rue Pont d'Île
- Rue Georges-Clemenceau
- Rue de la Casquette
- Rue Hamal

## Odonymie
Le nom de la rue provient de l'ancien couvent des Dominicains édifié au XIIIe siècle et détruit en 1817 qui longeait la rue.

## Historique
La rue est élargie en 1836. En 1976, la partie de la rue des Dominicains entre le Vinâve d'Île et la rue Georges-Clemenceau est aménagée en zone piétonne. 
La rue prolonge le Vinâve d'Île est permet de rejoindre la place Xavier Neujean.

## Bâtiments remarquables et lieux de mémoire
- no 20 : maison datant du XVIIIe siècle.
- no 22-24 :maison édifiée en 1913 par l'architecte Clément Pirnay
- no 30 -34 : bâtiment construit dans le troisième quart du XIXe siècle par l'architecte Laurent Demany ayant abrité l'ancienne banque Nagelmackers.